# لابیکو
لابیکو (به ایتالیایی: Labico) یک کومونه در ایتالیا است که در استان رم واقع شده‌است.

## خصوصیات
لابیکو ۱۱٫۸ کیلومترمربع مساحت و ۶٬۲۷۳ نفر جمعیت دارد و ۳۱۹ متر بالاتر از سطح دریا واقع شده‌است.